# Лона (Тренто)
Лона је насеље у Италији у округу Тренто, региону Трентино-Јужни Тирол.
Према процени из 2011. у насељу је живело 181 становника. Насеље се налази на надморској висини од 693 м.